# Sephisa stubbsi
Sephisa stubbsi är en fjärilsart som beskrevs av Cornet 1941. Sephisa stubbsi ingår i släktet Sephisa och familjen praktfjärilar. Inga underarter finns listade i Catalogue of Life.